# سيكريكيم
السيكريكيم او السيكريكيميون هي جماعة متطرفة من اليهود الحريديم المتطرفين، ومقرها بشكل رئيسي في أحياء الحريديين الإسرائيلية ميا شعاريم في القدس وفي رمات بيت شيمش. يُعتقد أن المجموعة المناهضة للصهيونية تضم ما يقرب من 100 عضو ناشط. حظي السيكريكيم باهتمام دولي بسبب أعمال العنف التي ارتكبوها ضد المؤسسات اليهودية الأرثوذكسية والأفراد الذين لم يمتثلوا لمطالبهم.

## الاسم
يأتي اسم سيكريكيم من سيكاري، وهي مجموعة من اليهود المتعصبين الذين هاجموا الرومان والمتعاطفين معهم أثناء الاحتلال الروماني ليهودا باستخدام خناجر مخفية.

## التاريخ
بدأوا بالظهور في أحياء الحريديم عام 2005. في ميه شعاريم، يٌطلق عليهم بعض سكان الحي اسم "مافيا ميا شعاريم". ويعتبرون منتمين بشكل فضفاض إلى ناطوري كارتا.

## الحوادث

### استخدام رمزية الهولوكوست
في 31 كانون الأول (ديسمبر) 2011، تظاهر عدة مئات من الحريديم في منطقة كيكار الشابات (ساحة السبت) في القدس ، احتجاجًا على ما يسمونه "إقصاء الحريديم" من المجتمع. واتهموا على وجه التحديد "وسائل الإعلام العلمانية" بالتحيز في تغطيتها لأعمال الاحتجاج العنيفة وغير العنيفة من قبل الحريديم فيما يتعلق بالنساء اللائي يُزعم أنهن يرتدين ملابس غير محتشمة في الأماكن العامة. لقد استخدموا صور الهولوكوست ، حيث ارتدى بعض المتظاهرين شارات صفراء ، بينما ارتدى آخرون ، بمن فيهم الأطفال ، زي معسكر الاعتقال ، وادعوا على سبيل القياس أنهم يتعرضون للاضطهاد في إسرائيل من قبل الأغلبية العلمانية. في الوقت نفسه ، أعرب المتظاهرون عن تضامنهم مع شموئيل فايسفيش، حُكم على ناشط بارز في سيكريكيم بالسجن لمدة عامين بتهمة الشغب والابتزاز والاعتداء وإلحاق الأذى الجسدي الجسيم، والذي كان من المقرر أن تبدأ عقوبته في 1 يناير 2012. احتل استخدام رموز المحرقة في المظاهرة عناوين الصحف في الإعلام الدولي ، وأدانه السياسيون الإسرائيليون.

### مدرسة أوروت بانوت للبنات
في سبتمبر 2011 ، افتتحت مدرسة أوروت بانوت للبنات في رمات بيت شيمش . عارض العديد من الحريديم موقع المدرسة وموقفها من الدين. كانت مجموعات من الرجال الحريديين الذين يُعتقد أنهم من سيكريكيم يقفون بانتظام خارج المدرسة في أيام الدراسة ويسخرون من الطلاب ، يرشقونهم بالبيض والحجارة بينما يزعمون أن الفتيات كن يرتدين ملابس غير محتشمة. جذبت الأحداث اهتمامًا واسعًا في
```
إسرائيل وأصبحت قصة إخبارية دولية بعد أن أفادت قناة تلفزيونية إسرائيلية عن مضايقات ضد إحدى الفتيات.
```

### محل آيس كريم زيسالك
في تشرين الأول (أكتوبر) 2011 ، قامت عائلة سيكريكيم بتخريب محل لبيع الآيس كريم في حي الحريديم في القدس. وضع المتجر لافتات تطالب الرجال والنساء بالجلوس بشكل منفصل ، وعدم تناول الطعام في الأماكن العامة. وأكد السيكريكيم أن لعق أكواز الآيس كريم كان "غير محتشم". اقتحموا ذات ليلة وخربوا المحل.

### مكتبة هاشيم
تم استهداف مكتبة أور هاشيم في ميه شعاريم ، أو "ماني" كما هو معروف في الحي ، في سلسلة من حوادث التخريب التي حصل فيها السيكركيم على الفضل من خلال ملصقات معلقة خارج المتجر. عارضت الملصقات بيع المكتبة للمواد "الصهيونية". تم تحطيم نوافذ المتجر عدة مرات ، ووضع أعضاء المجموعة الغراء في أقفال المتجر وألقوا أكياس فضلات بشرية داخل المتجر.

### التنافس مع جيرر حسيديم
ينتمي مركز أور هاشيم إلى سلسلة متاجر مملوكة جزئيًا ليعقوب بيبلة ويعقوب ليتسمان ، وكلاهما جيرر حسيديم، اللذان يوجد بينهما منافسة مستمرة بين سيكريكيم في القدس. أبلغ جيرر حسيديم من حي باتي وارسو بالقرب من ميه شعاريم عن مضايقات واسعة النطاق كادت تصاعدت إلى حرب شوارع ، حيث هاجم أشخاص من جير سيكريكيم بدافع الانتقام. يبدو أن القضية الأساسية هي المشاركة الكبيرة والدعم الذي يقدمه ألمانيا لدولة وحكومة إسرائيل.